# Lars Thomasson (militär)
Lars Gunnar Thomasson, född 30 augusti 1935 i Kristianstads församling i Kristianstads län, död 1 maj 2021 i Huddinge distrikt i Stockholms län, var en svensk militär.

## Biografi
Thomasson avlade studentexamen i Kristianstad 1954. Han avlade sjöofficersexamen vid Sjökrigsskolan 1957 och utnämndes samma år till fänrik i flottans reserv, varefter han 1958 blev fänrik på stat i flottan. Han befordrades till löjtnant 1959, genomförde torpedutbildning 1959–1960, genomförde helikopterutbildning 1960–1961, gick Tekniska kursen på Marinlinjen vid Militärhögskolan 1965–1967 och befordrades till kapten 1966. Han befordrades till kommendörkapten av andra graden 1971 och till kommendörkapten 1972, varefter han erhöll tjänst vid Huvudavdelningen för marinmateriel i Försvarets materielverk 1974, studerade vid Försvarshögskolan och var chef för Underhållssektionen vid staben i Östra militärområdet 1981–1983. År 1984 befordrades han till kommendör, varefter han 1984–1985 var chef för 4. ytattackflottiljen, 1986–1989 chef för 1. helikopterdivisionen vid Ostkustens örlogsbas och 1989–1991 chef för 1. helikopterflottiljen (senare namnändrad till Helikopterförbandsledningen) vid Ostkustens marinkommando. Thomasson lämnade försvarsmakten 1993.
Lars Thomasson invaldes 1980 som ledamot av Kungliga Örlogsmannasällskapet. Han är gravsatt i askgravlunden på Tomtberga kyrkogård.